# Eraldo Tinoco
Eraldo Tinoco Melo (Ipiaú, 20 de novembro de 1943– Salvador, 15 de abril de 2008) foi um administrador. professor e político brasileiro filiado ao Democratas. Ocupou os cargos de Deputado Federal pela Bahia por cinco mandatos, de Vice-Governador baiano e de Ministro da Educação do Brasil durante o governo de Fernando Collor de Mello (do então Partido da Reconstrução Nacional, PRN).
Foi casado com Clélia Tinoco e teve dois filhos e, quando se sua morte, quatro netos. Seu irmão Eduardo Tinoco foi economista e fundador do Partido dos Trabalhadores na Bahia. Teve como cunhado o ex-coordenador da Fábrica de Fertilizantes Nitrogenados (FAFEN, antiga Nitrofértil) Bianomar de Oliveira. Cláudio Tinoco Melo de Oliveira é seu sobrinho, vereador por Salvador, filho de Bianomar. Também é seu parente Alexandre Almeida TInoco, titular da Secretaria Municipal de Ordem Pública de Salvador (SEMOP) desde junho de 2023.

## Biografia
Filho de Josias de Almeida Melo e de Lídia Tinoco Melo, Em 1957 ingressou no serviço público, tendo sido aprovado no concurso para estafeta da Empresa de Correios e Telégrafos da Bahia. De 1965 a 1968 estudou administração de empresas na Universidade Federal da Bahia (UFBA) e entre 1969 e 1971 tornou-se professor-assistente do Departamento de Disciplinas Básicas da Escola de Administração da UFBA e assessor desta. A seguir, de 1971 a 1974, foi assessor-chefe da Secretaria de Educação e Cultura. Transferido para Brasília, licenciou-se da universidade e tornou-se diretor do Departamento de Pessoal do Ministério de Educação e Cultura (MEC) de 1974 a 1977. Atuou como secretário de apoio daquela pasta nos três anos seguintes.
De volta à Bahia, foi secretário da Educação e Cultura da Bahia (1979-1982), no segundo governo de Antônio Carlos Magalhães e deputado federal (1983-2002). No seu mandato ausentou-se da votação da emenda Dante de Oliveira em 1984 (conhecida como Diretas Já) e votou em Tancredo Neves no Colégio Eleitoral contra Paulo Maluf em 1985.
Licenciou-se do cargo de deputado federal para assumir o Ministério da Educação no governo Fernando Collor de Mello, de 4 de agosto a 1 de outubro de 1992, e a Secretaria da Educação da Bahia no governo de César Borges, de 1 de janeiro de 1999 a abril de 2002.
Em outubro de 2002 foi eleito vice-governador da Bahia na chapa de Paulo Souto (Partido da Frente Liberal, PFL). Neste governo, tornou-se secretário de Infraestrutura.
Após o fim do mandato de Paulo Souto, em 2006, Eraldo Tinoco passou a se dedicar ao magistério superior como professor da Universidade Federal da Bahia (UFBA).
Faleceu em Salvador, no dia 14 de abril de 2008. Foi casado com Clélia Silveira Andrade, com quem teve dois filhos.